# Келемен Мікеш
Келемен Мікеш (1690, Трансільванія — 1761) — угорський політичний діяч і есеїст, відомий своєю діяльністю проти Габсбурзької монархії. Мікеш згадується як «угорський Гете», який прославився завдяки своїм «Листам з Туреччини». З їх допомогою Мікеш заклав основи угорської літературної прози. Він вважається одним з перших угорських прозаїків.

## Біографія
Мікес народився в Загоні і виріс в Зебалі (нині жудець Ковасна, Румунія). Він воював з Габсбургами, поки не був змушений втекти в Річ Посполиту, Францію і, зрештою, в Османську імперію. Живучи в турецькому Текірдазі, Мікеш доповнював і публікував свої есе. Після смерті Ракоці II в 1735 році Мікес залишився у вигнанні до самої своєї смерті.

## Творчість
Найвідоміша його робота — «Листи з Туреччини», колекція з 207 листів, перший з яких датується 10 жовтня 1717 року, останній — 20 грудня 1758 року. Автор листа — Мікеш Келемен, адресат вигадана графиня Е. Е., яка живе поблизу Константинополя. Мікеш познайомився з французьким жанром класицизму у Франції, мабуть, читаючи листування між Роже Рабутеном де Бюссі та його двоюрідною сестрою, мадам де Севіньє, що вплинуло на його вибір жанру. Листи описують повсякденне життя вигнанців, але містять також ряд історичних та сучасних доповнень. Спосіб відправлення рукопису до Угорщини був незрозумілим, і з часом з'ясувалося два припущення: згідно з останніми дослідженнями, Ференц Толді та син одного з офіцерів Берчешені привезли документи до Сомбатгейя.
Перше видання збірки було опубліковане Іштваном Кульцаром у 1794 році, і з того часу виходило кілька разів. Він використовував безліч джерел та цікавинок, вплетених у листи, від Біблії до ренесансних томів оповідань (Боккаччо, Маттео Банделло, Маргарет Наварра) до сучасної французької літератури. Стиль твору характеризується легкістю, грайливістю, лагідністю, ясністю, гумором та іронією, подібною до розмови. За словами Антала Серба, листи Майкеса Келемена «починають новий розділ історії душі в угорській літературі: після суворо релігійних і яскраво героїчних душ він знайомить з віком людини».